# ソコイサ・マカナ
ソコイサ・マカナ（Sakoyisa Makata、1998年9月10日 - ）は、南アフリカ共和国のラグビー選手。

## プロフィール
- 南アフリカイースト・ロンドン出身[1]。
- ポジションはウィング(WTB)。
- 身長 185cm、体重 97kg

## 略歴
2021年、東京五輪の7人制南アフリカ代表に選ばれた。